# Great River Road

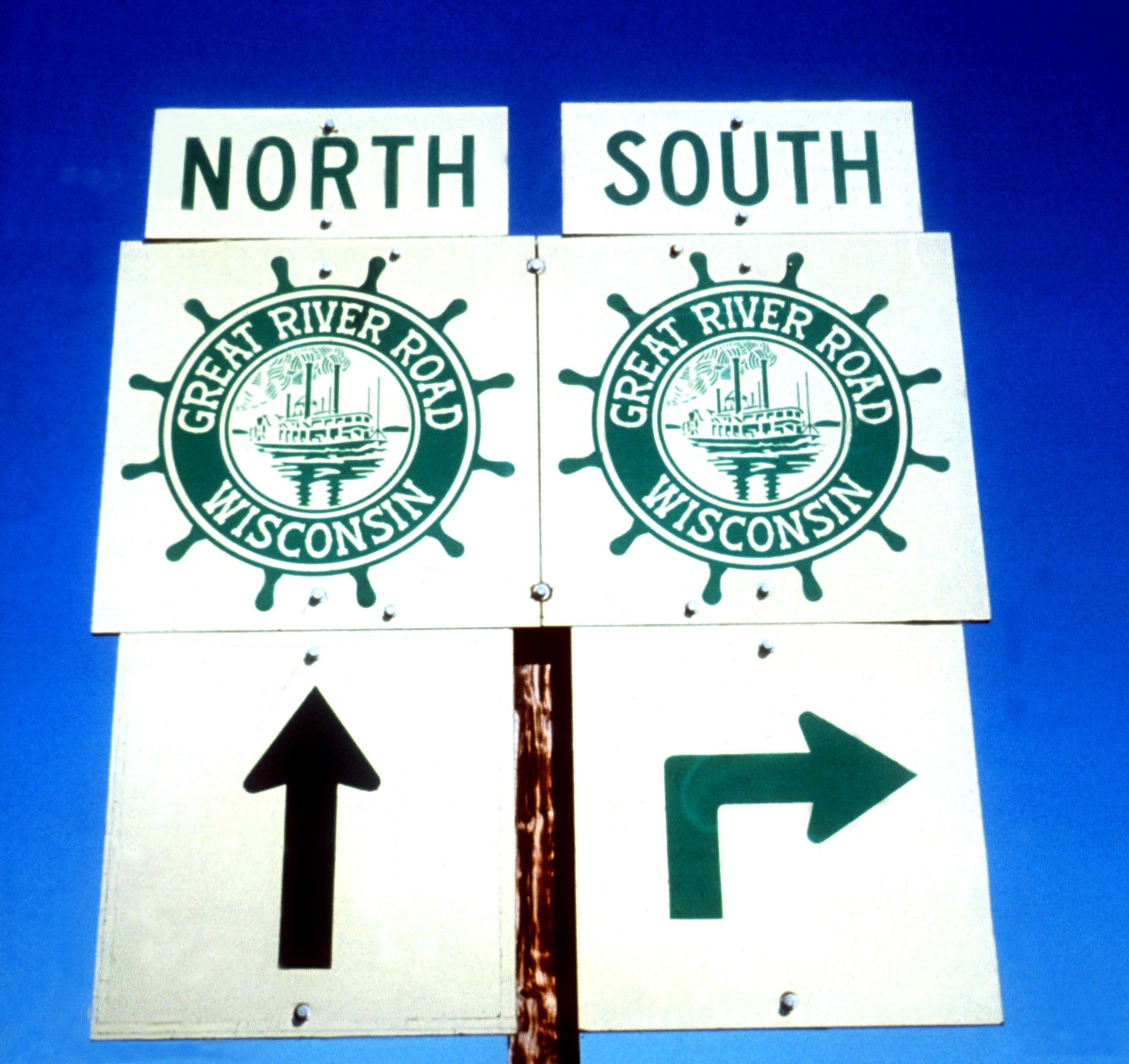
Die einheitliche Markierung der Great River Road

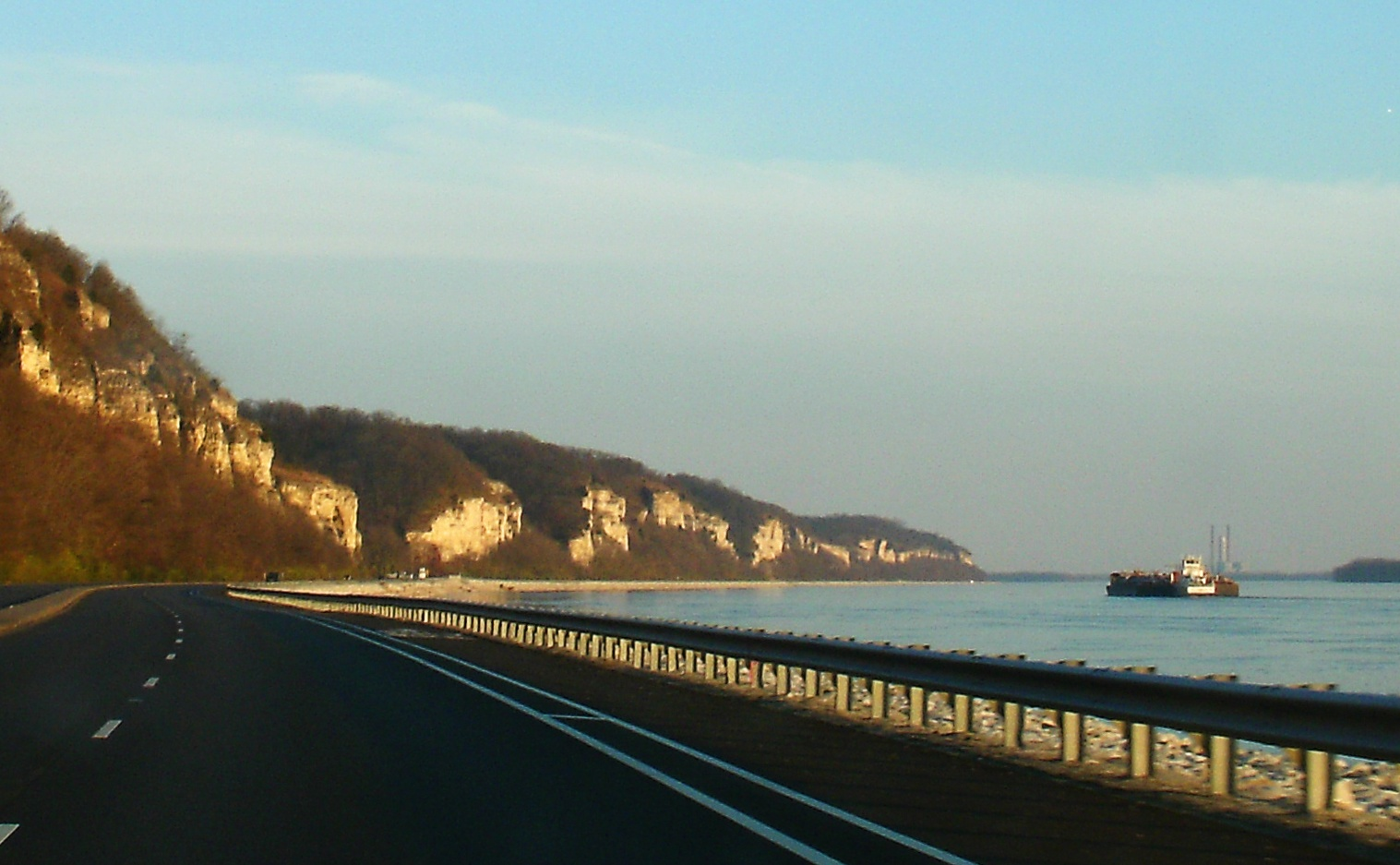
Die Great River Road in Illinois unterhalb von Grafton, rund 59 km oberhalb von St. Louis

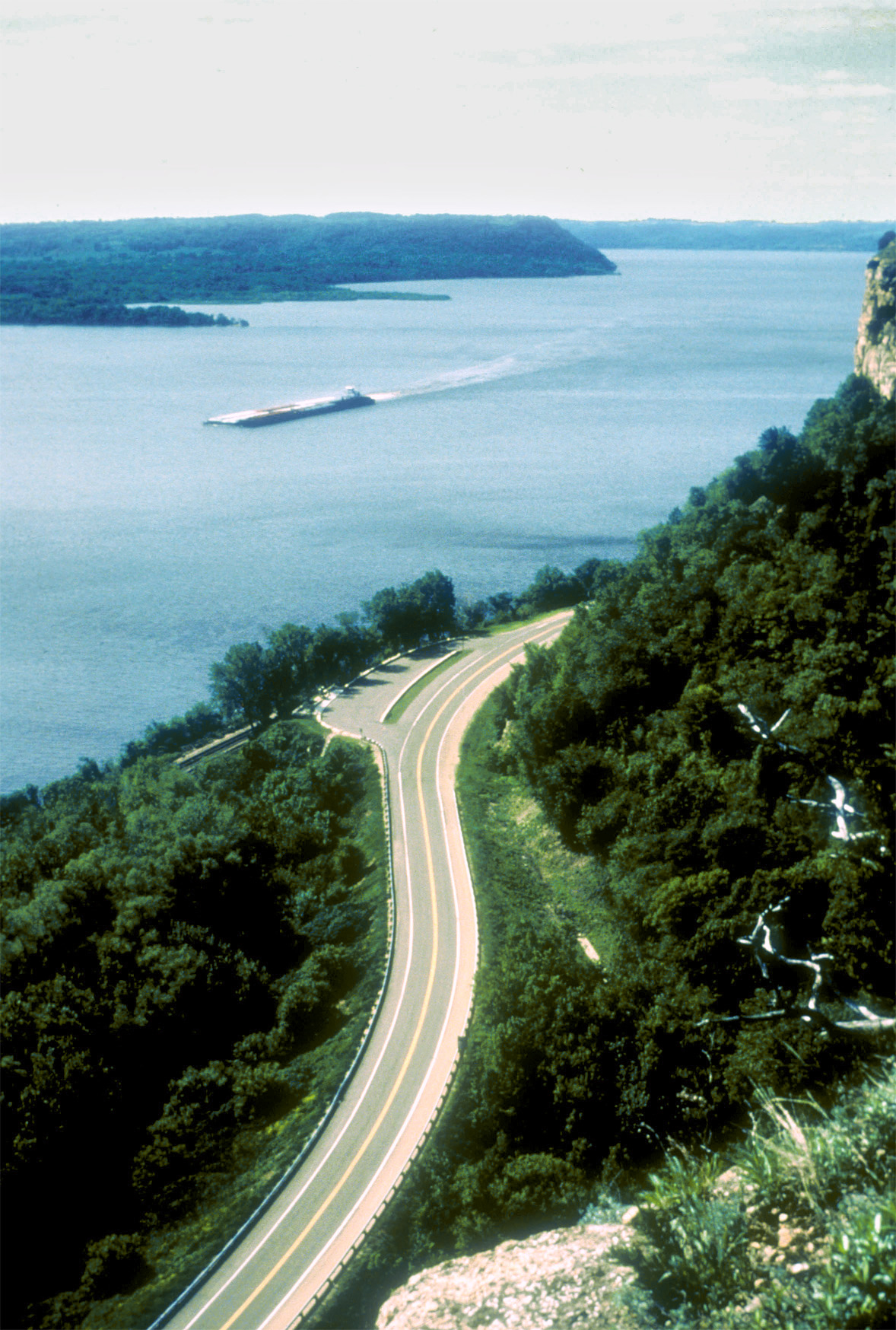
Teil der Great River Road entlang des Mississippi in Wisconsin

Die Great River Road ist eine Zusammenstellung von U.S. Highways, State Routes und County Roads, die zusammenhängend an beiden Ufern des Mississippi entlangführen. Die Great River Road führt durch die zehn US-amerikanischen Bundesstaaten Louisiana, Mississippi, Arkansas, Tennessee, Kentucky, Missouri, Illinois, Iowa, Wisconsin und Minnesota entlang des Mississippi und ist darüber hinaus bis in die beiden kanadischen Provinzen Manitoba und Ontario verlängert worden.
Obwohl es sich eigentlich um mehrere Straßen handelt, bildet sie ein zusammenhängendes durchgängiges System in den USA und Kanada, aber auch in jedem Bundesstaat bzw. jeder Provinz. Die durchgängige Verbindung ist weniger im verkehrstechnischen Sinne von Interesse, sondern dient vor allem zur touristischen und historischen Nutzung. Viele Anrainerstaaten haben eine Reihe Sehenswürdigkeiten entlang der Straße erschlossen und nutzen die Great River Road, um diese miteinander zu verbinden.
Die Great River Road ist ein National Scenic Byway und führt mit Ausnahme von Arkansas stets an beiden Ufern des Flusses entlang. Die Verlängerungen nach Kanada beginnen in Minnesota am Lake Itasca und in Bemidji und verzweigen sich nach Winnipeg, Minaki, Ontario und Dryden, Ontario.
Die Great River Road wurde 1938 eingerichtet und in jedem Bundesstaat von einer eigenen Kommission unterhalten. Diese arbeiten in der Mississippi Parkway Commission (MRPC) zusammen. Die gesamte 3765 km lange Strecke ist durchgängig markiert mit grün-weißen Schildern, auf denen ein typischer Mississippi-Dampfer zu sehen ist. Darunter steht der Name des jeweiligen Bundesstaates bzw. der Provinz. Auf den MRPC-Publikationen wird von der Verbindung „Canada to Gulf“ gesprochen und folglich der Verlauf der Route vom Beginn in Ontario bis zum Ende in Venice, Louisiana angegeben.

## Verlauf
Die Great River Road ist, obwohl der Name dies suggeriert, keine einzelne Straße. Sie setzt sich vielmehr aus einer Reihe von Straßen zusammen, die für den jeweiligen regionalen oder lokalen Verwendungszweck unterschiedliche Bedeutungen und Nummerierungen haben.